# قاچاق انسان در لسوتو
قاچاق انسان در لسوتو یکی از معضلات اجتماعی این کشور است که زنان، کودکان و مردان را در معرض کار اجباری، بردگی جنسی و خدمات اجباری خانگی قرار می‌دهد. دولت لسوتو در سپتامبر ۲۰۰۳ پروتکل سازمان ملل متحد برای پیشگیری، سرکوب و مجازات قاچاق اشخاص، به‌ویژه زنان و کودکان را تصویب کرد.
در سال ۲۰۱۰، لسوتو به عنوان کشور مبدأ و گذرگاهی برای قربانیان قاچاق انسان شناخته می‌شد. زنان و کودکان در داخل کشور در معرض بهره‌کشی جنسی و کار اجباری خانگی قرار داشتند، در حالی که مردان اغلب برای کار در معادن و کشاورزی به طور غیرقانونی به آفریقای جنوبی مهاجرت کرده و در آنجا مورد استثمار کاری قرار می‌گرفتند. برخی رانندگان کامیون، زنان و دختران جویای کار را در مسیر قاچاق کرده و به آن‌ها تجاوز یا آنان را به زور وارد فحشا می‌کردند.
قاچاقچیان معمولاً با وعده‌های دروغین شغلی، قربانیان را جذب می‌کردند. بیشتر آن‌ها از شبکه‌های غیررسمی محلی استفاده می‌کردند، اما گروه‌های جنایت‌سازمان‌یافته‌ای از جمله باندهای چینی و نیجریه‌ای نیز در این فرایند نقش داشتند. برخی از قربانیان از طریق لسوتو به ژوهانسبورگ منتقل و سپس در آنجا توزیع یا به خارج از کشور فرستاده می‌شدند. کودکان یتیم یا آسیب‌پذیر، به‌ویژه آن‌هایی که سرپرست خانواده شده‌اند، بیشتر در معرض فریب قاچاقچیان قرار دارند.
با وجود تلاش‌هایی چون ایجاد کارگروه ملی، تدوین برنامه اقدام و برگزاری دوره‌های آموزشی برای شناسایی قربانیان، دولت لسوتو به‌طور کامل با استانداردهای بین‌المللی مقابله با قاچاق انسان مطابقت ندارد. پشتیبانی از قربانیان نیز همچنان محدود است.
طبق گزارش سالانه دفتر نظارت و مبارزه با قاچاق انسان وزارت خارجه ایالات متحده، لسوتو در سال‌های ۲۰۱۷ و ۲۰۲۳ در رده «گزارش قاچاق انسان» قرار داشت، یعنی کشوری که هنوز با چالش‌های قابل توجهی در مبارزه با این پدیده مواجه است.
همچنین، در سال ۲۰۲۳، شاخص جرایم سازمان‌یافته به نقش باندهای پاکستانی و چینی و همچنین برخی مسئولان محلی در تسهیل این نوع جرایم در لسوتو اشاره کرد.

## پیگرد قانونی (۲۰۱۰)
در سال ۲۰۱۰، دولت لسوتو اقدامات خود در زمینه اجرای قانون علیه قاچاق انسان را افزایش نداد و در طول دوره گزارش، هیچ فرد مظنون به قاچاق شناسایی نشد. این کشور فاقد قانون جامع مقابله با قاچاق انسان است، امری که توانایی دولت برای مقابله مؤثر با این پدیده را محدود می‌کند. اگرچه قانون اساسی لسوتو برده‌داری، بیگاری و کار اجباری را ممنوع کرده، اما تمامی اشکال قاچاق انسان به‌طور کامل در قوانین آن منع نشده‌اند.
قوانینی مانند قانون حمایت از کودک مصوب ۱۹۸۰، قانون جرایم جنسی مصوب ۲۰۰۳، حقوق عرفی، و فرمان قانون کار ۱۹۸۱ (با اصلاحات بعدی)، مجازات‌هایی شدید (حداقل پنج سال زندان) برای جرایمی در نظر گرفته‌اند که می‌توانند در تعقیب قاچاقچیان مورد استفاده قرار گیرند. «لایحه حمایت و رفاه کودک» که در سال ۲۰۰۵ تدوین و در سال ۲۰۰۹ به تصویب کابینه رسید، در آن زمان منتظر بررسی در مجلس لسوتو بود. این لایحه، قاچاق کودکان را ممنوع کرده و مجازات سختی برابر با ۲۰ سال زندان برای مرتکبان تعیین کرده است.
در آن زمان، هیچ قانون جاری یا پیشنویسی وجود نداشت که به‌طور خاص قاچاق بزرگسالان را ممنوع کند. همچنین دولت هیچ‌گونه آمار رسمی از تعقیب یا محکومیت‌های مرتبط با قاچاق در دوره گزارش منتشر نکرد. کمیته چندبخشی مقابله با قاچاق، با همکاری یک سازمان غیردولتی محلی، سه کارگاه آموزشی در این زمینه برگزار کرد. یکی از این جلسات در اکتبر ۲۰۰۹ با هدف آموزش پلیس و مأموران مهاجرت درباره شناسایی قربانیان و مجرمان قاچاق، و آشنایی با قوانینی برگزار شد که در ساختار حقوقی فعلی کشور قابل اجرا بودند.
با اینکه هیچ پرونده رسمی درباره قاچاق در لسوتو توسط مقامات پیگیری نشد، نیروی پلیس سواره لسوتو با همتایان خود در آفریقای جنوبی برای بررسی موارد مشکوک در مناطق مرزی همکاری داشت. در هر ماه، مأموران مهاجرت در گذرگاه مرزی ماسرو به حدود ۲۰ تا ۳۰ قربانی قاچاق کاری، عمدتاً مردانی که در شرایط کاری اجباری قرار گرفته بودند و سپس از آفریقای جنوبی اخراج شدند، کمک می‌کردند. نیروهای انتظامی برای شناسایی قربانیان در میان جمعیت‌های آسیب‌پذیر دیگر (مانند زنان و کودکان در معرض فحشا) به‌طور فعال عمل نمی‌کردند و اغلب برای شناسایی این قربانیان آموزش ندیده بودند. هیچ شواهدی مبنی بر مشارکت یا چشم‌پوشی نهادهای دولتی از قاچاق انسان مشاهده نشد.

## حمایت (۲۰۱۰)
دولت لسوتو در سال ۲۰۱۰ اقدامات اندکی برای حمایت از قربانیان قاچاق انسان انجام داد. اکثر مسئولان دولتی به‌طور فعالانه قربانیان را شناسایی نمی‌کردند و نهادهای دولتی سازوکار رسمی برای ارجاع قربانیان به ارائه‌دهندگان خدمات حمایتی نداشتند. در لسوتو هیچ مرکز مراقبتی خاصی برای قربانیان قاچاق وجود نداشت. با این حال، یتیم‌خانه‌هایی که توسط دولت و سازمان‌های غیردولتی پشتیبانی می‌شدند، برخی خدمات اولیه را به کودکانی که گمان می‌رفت قربانی قاچاق شده‌اند ارائه می‌دادند.
کارکنان واحد حمایت از کودک و جنسیت (CGPU) در پلیس سواره لسوتو، مشاوره‌هایی به زنان و کودکانی که مورد آزار قرار گرفته بودند ارائه می‌کردند؛ از جمله به کسانی که مظنون به قربانی بودن در موارد قاچاق بودند. دولت لسوتو نیاز به پناهگاه امن برای قربانیان را به رسمیت شناخته و آن را در پیش‌نویس طرح ملی اقدام علیه قاچاق گنجانده بود.
با این حال، قوانین کشور از قربانیان در برابر تعقیب قضایی یا مجازات بابت اعمال غیرقانونی‌ای که مستقیماً در نتیجه قربانی شدن در فرآیند قاچاق انجام داده‌اند محافظت نمی‌کرد. همچنین هیچ سازوکار قانونی برای اقامت قربانیان خارجی در لسوتو در نظر گرفته نشده بود تا از بازگردانده شدن آن‌ها به کشورهایی که ممکن بود در آن‌جا با مشکلات یا انتقام‌جویی مواجه شوند جلوگیری شود.

## پیشگیری (۲۰۱۰)
دولت لسوتو در سال ۲۰۱۰ تلاش‌های خود برای پیشگیری از قاچاق انسان را به‌طور محسوسی افزایش داد. کمیته چندبخشی مبارزه با قاچاق انسان که در ژوئیهٔ ۲۰۰۹ تشکیل شده و متشکل از نمایندگان وزارت‌خانه‌های دولتی، سازمان‌های غیردولتی، پلیس، نیروهای مرزی، دستگاه قضایی، برنامه عمران ملل متحد, یونیسف، دانشگاهیان و مؤسسات مذهبی بود، جلسات منظمی برگزار کرد و تدوین برنامهٔ ملی اقدام را آغاز نمود. این برنامه تا اوایل سال ۲۰۱۰ تقریباً تکمیل شده بود.
دولت با حمایت مالی برنامه عمران ملل متحد، تحقیقات میدانی درباره قاچاق انسان در لسوتو را آغاز کرد و انتظار می‌رفت وزارت کشور این گزارش را در میانهٔ سال ۲۰۱۰ منتشر کند. مسئولان در طول سال گذشته چندین کارزار اطلاع‌رسانی پرمخاطب برگزار کردند که باعث افزایش چشمگیر گزارش‌های رسانه‌ای درباره قاچاق انسان شد. برخی از این کارزارها با همکاری دولت آفریقای جنوبی برگزار شدند و بر شهرهای مرزی بزرگی که قاچاق در آن‌ها بیشتر رخ می‌دهد متمرکز بودند.
واحد حمایت از کودک و جنسیت (CGPU) با همکاری جوامع محلی، کارگاه‌های آموزشی برگزار کرد و سایر مأموران پلیس سواره لسوتو را در زمینهٔ شناسایی و آگاهی از وضعیت قربانیان آموزش داد. یونیسف نیز در تهیه و توزیع مواد آموزشی درباره قاچاق انسان به CGPU کمک کرد.
وزیر کشور لسوتو ریاست مراسم آغازین کمپین «چراغ قرمز ۲۰۱۰» را که توسط یک سازمان غیردولتی و در چارچوب مقابله با قاچاق جنسی در حاشیه جام جهانی فوتبال ۲۰۱۰ در آفریقای جنوبی برگزار شد، برعهده داشت. به‌عنوان بخشی از کمپین‌های ملی علیه خشونت مبتنی بر جنسیت، سوءاستفاده جنسی از کودکان و قاچاق انسان، دولت تلاش‌هایی برای کاهش تقاضا برای خدمات جنسی تجاری انجام داد.